# زیگفرید پوولنی
زیگفرید پوولنی (انگلیسی: Siegfried Powolny; ۲۰ سپتامبر ۱۹۱۵ – ۱۹ ژوئیهٔ ۱۹۴۴) بازیکن هندبال اهل اتریش بود.